# I'm Just Wild About Harry
I'm Just Wild About Harry är en sång skriven av Eubie Blake (musik) och Noble Sissle (text) 1921 som ingick i broadwaymusikalen Shuffle Along och var musikalens mest populära låt. Den framfördes först med Lottie Gee med kör den 23 maj 1921.
Harry S. Truman använde sången som kampanjmelodi under presidentvalet 1948, varefter den upplevde en "nyrenässans".
Den har spelats in av ett flertal artister, som Jimmy Dorsey, Al Jolson, Benny Goodman, Duke Ellington, Jack Teagarden, Sarah Vaughan, Paul Whiteman, Bud Freeman, Benny Krueger, Louis Mitchell med flera (inklusive Judy Garland).